# ARFU Asian Rugby Series 2003-2004
Le Asian Series di rugby 2003-04 (in inglese 2003-04 ARFU Asian Rugby Series) furono la 1ª edizione ufficiale delle Asian Series di rugby della confederazione rugbistica asiatica.
Nate come competizione autonoma rispetto al campionato asiatico, nel biennio 2003-04 le Asian Series non conferirono titoli continentali, benché dalla stagione successiva l'International Rugby Board pensasse ad esse come nuovo campionato d'Asia.
Il campionato si svolse su due stagioni: nel 2003 dodici squadre nazionali furono suddivise in tre gironi da quattro squadre ciascuno; nel 2004, altresì, le tre prime classificate si sarebbero affrontate in un girone chiamato Gold che avrebbe assegnato i posti nel ranking continentale dal primo al terzo; le seconde nel girone Plate, per i posti dal quarto al sesto; le terze nel girone Bowl per i posti dal settimo al nono e, infine, il girone Shield per i posti dal decimo al dodicesimo.
Il ranking definitivo servì sia come criterio di ammissione alle successive Asian Series 2005, che avrebbero messo in palio il titolo asiatico, che come turno preliminare della qualificazione alla Coppa del Mondo di rugby 2007 per la zona asiatica.
Le prime due classificate del girone Gold e la vincitrice del girone Plate furono ammesse alla prima divisione delle Asian Series 2005, che mettevano in palio il titolo continentale; l'ultima del girone Gold, la seconda del girone Plate e la vincitrice del girone Bowl furono invece ammesse alla seconda divisione 2005, mentre tutte le altre squadre furono ammesse alla terza divisione del 2005; anche dette due divisioni furono parte delle qualificazioni mondiali.
Il torneo principale fu vinto dalla Corea del Sud che prevalse sul Giappone per differenza punti dopo che le due squadre erano giunte appaiate in testa alla classifica; a vincere la seconda divisione fu Hong Kong che così l'anno successivo poté competere per il titolo asiatico.

## Prima fase

### Girone A
| Data       | Incontro                    | Risultato | Sede      |
| ---------- | --------------------------- | --------- | --------- |
| 18-4-2003  | Sri Lanka ― Golfo Persico   | 25–48     | Colombo   |
| 20-4-2003  | Golfo Persico ― Giappone XV | 5–79      | Kandy     |
| 22-4-2003  | Sri Lanka ― Giappone XV     | 8–36      | Colombo   |
| 19-10-2003 | Giappone A ― Hong Kong      | 90–5      | Fukuoka   |
| 11-10-2003 | Sri Lanka ― Hong Kong       | 22–36     | Kandy     |
| 9-5-2004   | Hong Kong ― Golfo Persico   | 12–5      | Hong Kong |

|   | Classifica    | G | V | N | P | P+  | P-  | diff. | PT |
| - | ------------- | - | - | - | - | --- | --- | ----- | -- |
| G | Giappone      | 3 | 3 | 0 | 0 | 205 | 18  | +187  | 6  |
| P | Hong Kong     | 3 | 2 | 0 | 1 | 53  | 117 | -64   | 4  |
| B | Golfo Persico | 3 | 1 | 0 | 2 | 58  | 116 | -58   | 2  |
| S | Sri Lanka     | 3 | 0 | 0 | 3 | 55  | 120 | -65   | 0  |

### Girone B
| Data      | Incontro                  | Risultato | Sede         |
| --------- | ------------------------- | --------- | ------------ |
| 21-6-2003 | Malaysia ― Taipei cinese  | 0–54      | Kuala Lumpur |
| 21-6-2003 | Singapore ― India         | 71–0      | Singapore    |
| 24-6-2003 | Malaysia ― India          | 20–13     | Singapore    |
| 28-6-2003 | Singapore ― Malaysia      | 31–13     | Singapore    |
| 28-6-2003 | India ― Taipei cinese     | 10–61     | Calcutta     |
| 6-12-2003 | Taipei cinese ― Singapore | 19–6      | Taipei       |

|   | Classifica    | G | V | N | P | P+  | P-  | diff. | PT |
| - | ------------- | - | - | - | - | --- | --- | ----- | -- |
| G | Taipei cinese | 3 | 3 | 0 | 0 | 134 | 16  | +118  | 6  |
| P | Singapore     | 3 | 2 | 0 | 1 | 108 | 32  | +76   | 4  |
| B | Malaysia      | 3 | 1 | 0 | 2 | 33  | 98  | -65   | 2  |
| S | India         | 3 | 0 | 0 | 3 | 23  | 152 | -129  | 0  |

### Girone C
| Data       | Incontro                   | Risultato | Sede     |
| ---------- | -------------------------- | --------- | -------- |
| 12-10-2003 | Kazakistan ― Thailandia    | 56–17     | Alma Ata |
| 16-10-2003 | Cina ― Kazakistan          | 37–10     | Pechino  |
| 20-10-2003 | Corea del Sud ― Kazakistan | 45–19     | Seul     |
| 16-11-2003 | Thailandia ― Cina          | 23–34     | Bangkok  |
| 17-11-2003 | Corea del Sud ― Cina       | 63–9      | Bangkok  |
| 19-11-2003 | Thailandia ― Corea del Sud | 8–68      | Bangkok  |

|   | Classifica    | G | V | N | P | P+  | P-  | diff. | PT |
| - | ------------- | - | - | - | - | --- | --- | ----- | -- |
| G | Corea del Sud | 3 | 3 | 0 | 0 | 176 | 36  | +140  | 6  |
| P | Cina          | 3 | 2 | 0 | 1 | 80  | 96  | -16   | 4  |
| B | Kazakistan    | 3 | 1 | 0 | 2 | 85  | 99  | -14   | 2  |
| S | Thailandia    | 3 | 0 | 0 | 3 | 48  | 158 | -110  | 0  |

## Seconda fase

### Girone Gold (1º ― 3º posto)
| Data      | Incontro                      | Risultato | Sede   |
| --------- | ----------------------------- | --------- | ------ |
| 9-5-2004  | Taipei cinese ― Giappone XV   | 9–67      | Taipei |
| 16-5-2004 | Giappone ― Corea del Sud      | 19–19     | Tokio  |
| 22-5-2004 | Corea del Sud ― Taipei cinese | 99–18     | Seul   |

|  | Classifica    | G | V | N | P | P+  | P-  | diff. | PT |
|  | ------------- | - | - | - | - | --- | --- | ----- | -- |
|  | Corea del Sud | 2 | 1 | 1 | 0 | 118 | 37  | +81   | 3  |
|  | Giappone      | 2 | 1 | 1 | 0 | 86  | 28  | +58   | 3  |
|  | Taipei cinese | 2 | 0 | 0 | 2 | 27  | 166 | -139  | 0  |

### Girone Plate (4º ― 6º posto)
| Data      | Incontro              | Risultato | Sede      |
| --------- | --------------------- | --------- | --------- |
| 22-5-2004 | Singapore ― Hong Kong | 14–47     | Hong Kong |
| 5-6-2004  | Hong Kong ― Cina      | 27–9      | Hong Kong |
| 12-6-2004 | Cina ― Singapore      | 24–24     | Shanghai  |

|  | Classifica | G | V | N | P | P+ | P- | diff. | PT |
|  | ---------- | - | - | - | - | -- | -- | ----- | -- |
|  | Hong Kong  | 2 | 2 | 0 | 0 | 74 | 23 | +51   | 4  |
|  | Cina       | 2 | 0 | 1 | 1 | 33 | 51 | -18   | 1  |
|  | Singapore  | 2 | 0 | 1 | 1 | 38 | 71 | -33   | 1  |

### Girone Bowl (7º ― 9º posto)
| Data      | Incontro                   | Risultato | Sede         |
| --------- | -------------------------- | --------- | ------------ |
| 9-4-2004  | Golfo Persico ― Kazakistan | 14–13     | Doha         |
| 7-5-2004  | Malaysia ― Golfo Persico   | 3–48      | Kuala Lumpur |
| 15-5-2004 | Kazakistan ― Malaysia      | 44–19     | Alma Ata     |

|  | Classifica    | G | V | N | P | P+ | P- | diff. | PT |
|  | ------------- | - | - | - | - | -- | -- | ----- | -- |
|  | Golfo Persico | 2 | 2 | 0 | 0 | 62 | 16 | +46   | 4  |
|  | Kazakistan    | 2 | 1 | 0 | 1 | 57 | 33 | +24   | 2  |
|  | Malaysia      | 2 | 0 | 0 | 2 | 22 | 92 | -70   | 0  |

### Girone Shield (10º ― 12º posto)
| Data      | Incontro               | Risultato | Sede    |
| --------- | ---------------------- | --------- | ------- |
| 22-6-2004 | Sri Lanka ― India      | 54–17     | Mumbai  |
| 26-6-2004 | Thailandia ― India     | 86–12     | Bangkok |
| 30-6-2004 | Sri Lanka ― Thailandia | 35–14     | Colombo |

|  | Classifica | G | V | N | P | P+  | P-  | diff. | PT |
|  | ---------- | - | - | - | - | --- | --- | ----- | -- |
|  | Sri Lanka  | 2 | 2 | 0 | 0 | 89  | 31  | +58   | 4  |
|  | Thailandia | 2 | 1 | 0 | 1 | 100 | 47  | +53   | 2  |
|  | India      | 2 | 0 | 0 | 2 | 29  | 140 | -111  | 0  |

## Piazzamenti
| Ranking | Squadra       | Assegnazione                                       |
| ------- | ------------- | -------------------------------------------------- |
| 1       | Corea del Sud | Alla 1ª divisione delle Asian Series 2005          |
| 2       | Giappone      | Alla 1ª divisione delle Asian Series 2005          |
| 3       | Taipei cinese | Retrocessa in 2ª divisione delle Asian Series 2005 |
| 4       | Hong Kong     | Promossa in 1ª divisione delle Asian Series 2005   |
| 5       | Cina          | Alla 2ª divisione delle Asian Series 2005          |
| 6       | Singapore     | Retrocessa in 3ª divisione delle Asian Series 2005 |
| 7       | Golfo Persico | Promossa in 2ª divisione delle Asian Series 2005   |
| 8       | Kazakistan    | Alla 3ª divisione delle Asian Series 2005          |
| 9       | Malaysia      | Alla 3ª divisione delle Asian Series 2005          |
| 10      | Sri Lanka     | Alla 3ª divisione delle Asian Series 2005          |
| 11      | Thailandia    | Alla 3ª divisione delle Asian Series 2005          |
| 12      | Indonesia     | Alla 3ª divisione delle Asian Series 2005          |